# Comic Art Convention
La Comic Art Convention est un festival de bande dessinée américain organisé à New York (et parfois Philadelphie) de 1968 à 1983 par Phil Seuling au début du mois de juillet, durant le week-end du Jour de l'Indépendance. Premier grand festival américain de bande dessinée, il a été graduellement supplanté par le Comic-Con de San Diego, créé deux ans plus tard.